# Кузнецов, Михаил Тихонович
Михаил Тихонович Кузнецов (1925-1944) — лейтенант Рабоче-крестьянской Красной Армии, участник Великой Отечественной войны, Герой Советского Союза (1944).

## Биография
Михаил Кузнецов родился 29 января 1925 года в деревне Большое Гридино (ныне — Егорьевский район Московской области). Окончил восемь классов школы. В январе 1943 года Кузнецов был призван на службу в Рабоче-крестьянскую Красную Армию. В 1944 году он окончил Московское пехотное училище. С февраля 1944 года — на фронтах Великой Отечественной войны, командовал взводом 1122-го стрелкового полка 334-й стрелковой дивизии 43-й армии 1-го Прибалтийского фронта. Отличился во время освобождения Витебской области Белорусской ССР.
23 июня 1944 года взвод Кузнецова ворвался в немецкую траншею и захватил её. Кузнецов лично уничтожил 3 вражеских солдата. Преследуя отходящего противника, взвод вышел к Западной Двине. 25 июня он переправился через реку в районе деревни Теребетовка Бешенковичского района и принял активное участие в боях за захват и удержание плацдарма на его западном берегу. В том бою Кузнецов лично уничтожил вражескую пулемётную точку, а бойцы его взвода — около 50 солдат и офицеров противника, захватили 2 автомашины и 3 артиллерийских орудия. В боях за расширение плацдарма Кузнецов погиб. Похоронен в братской могиле в деревне Дуброва Витебской области Белоруссии.
Указом Президиума Верховного Совета СССР от 22 июля 1944 года за «образцовое выполнение заданий командования с немецкими захватчиками и проявленные при этом отвагу и геройство» лейтенант Михаил Кузнецов посмертно был удостоен высокого звания Героя Советского Союза. Также был награждён орденами Ленина и Отечественной войны 1-й степени.